# 東三好町
東三好町（日语：／ Higashimiyoshi chō */?）是位於日本德島縣西北部的町，境內約80%的面積被坡度陡峭的山地覆蓋。北部以讚岐山脈的分水嶺與香川縣滿濃町相接，南部則是四國山地的陡峭山岳，吉野川由西向東流經中部地區。當地人口集中在JR四國德島線與德島自動車道等公路的沿線地區，坐落於加茂地區的大樟樹則被選為日本的特別自然紀念物。 

## 地理
發源自北部讚岐山脈的黑川原谷川與小川谷川，以及發源自南部四國山地的加茂谷川與山口谷川皆在町内注入吉野川，中央構造線則沿著吉野川左岸通過境內。

### 氣候
根據統計，2019年至2024年東三好町的年均溫為14.4℃，年降雨量則約1826毫米。冬季最低氣溫會降至0℃以下，夏季則受颱風影響，9月的降雨量較多。

## 歷史

### 年表
- 1889年10月1日：實施町村制，現在的轄區在當時分屬：三好郡晝間村、加茂村、三庄村、足代村。
- 1925年10月1日：晝間村改制為晝間町。
- 1951年11月3日：加茂村改制為加茂町。
- 1955年3月21日：晝間町和足代村合併為三好町。[7]
- 1959年3月31日：加茂町和三庄村合併為三加茂町。
- 2006年3月1日：三好町和三加茂町合併為東三好町。

### 變遷表
| 1889年10月1日 | 1889年 - 1926年      | 1926年 - 1954年      | 1955年 - 1988年              | 1989年 - 現在               | 現在                        |
| ------------- | -------------------- | -------------------- | ---------------------------- | --------------------------- | --------------------------- |
| 晝間村        | 1925年10月1日 晝間町 | 1925年10月1日 晝間町 | 1955年3月21日 合併為三好町   | 2006年3月1日 合併為東三好町 | 2006年3月1日 合併為東三好町 |
| 足代村        |                      |                      | 1955年3月21日 合併為三好町   | 2006年3月1日 合併為東三好町 | 2006年3月1日 合併為東三好町 |
| 加茂村        | 加茂村               | 1951年11月3日 加茂町 | 1959年3月31日 合併為三加茂町 | 2006年3月1日 合併為東三好町 | 2006年3月1日 合併為東三好町 |
| 三庄村        |                      |                      | 1959年3月31日 合併為三加茂町 | 2006年3月1日 合併為東三好町 | 2006年3月1日 合併為東三好町 |

## 交通

### 鐵路
- 四國旅客鐵道
  - 德島線：（三好市） - 阿波加茂站 - 三加茂站 - 江口站 - （劍町）
  - 土讚線：通過轄區西部，但未在轄區內設有車站。

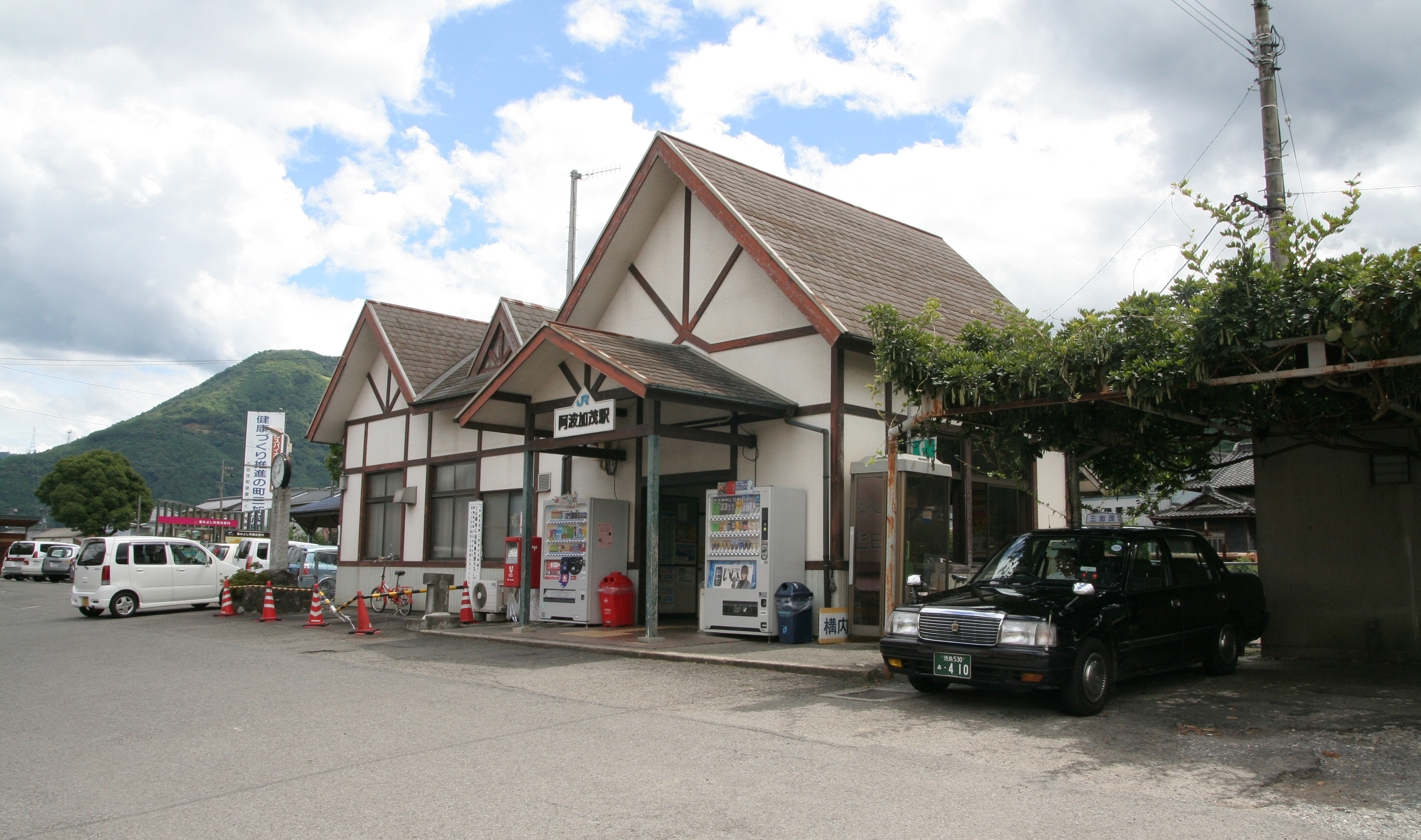
阿波加茂站
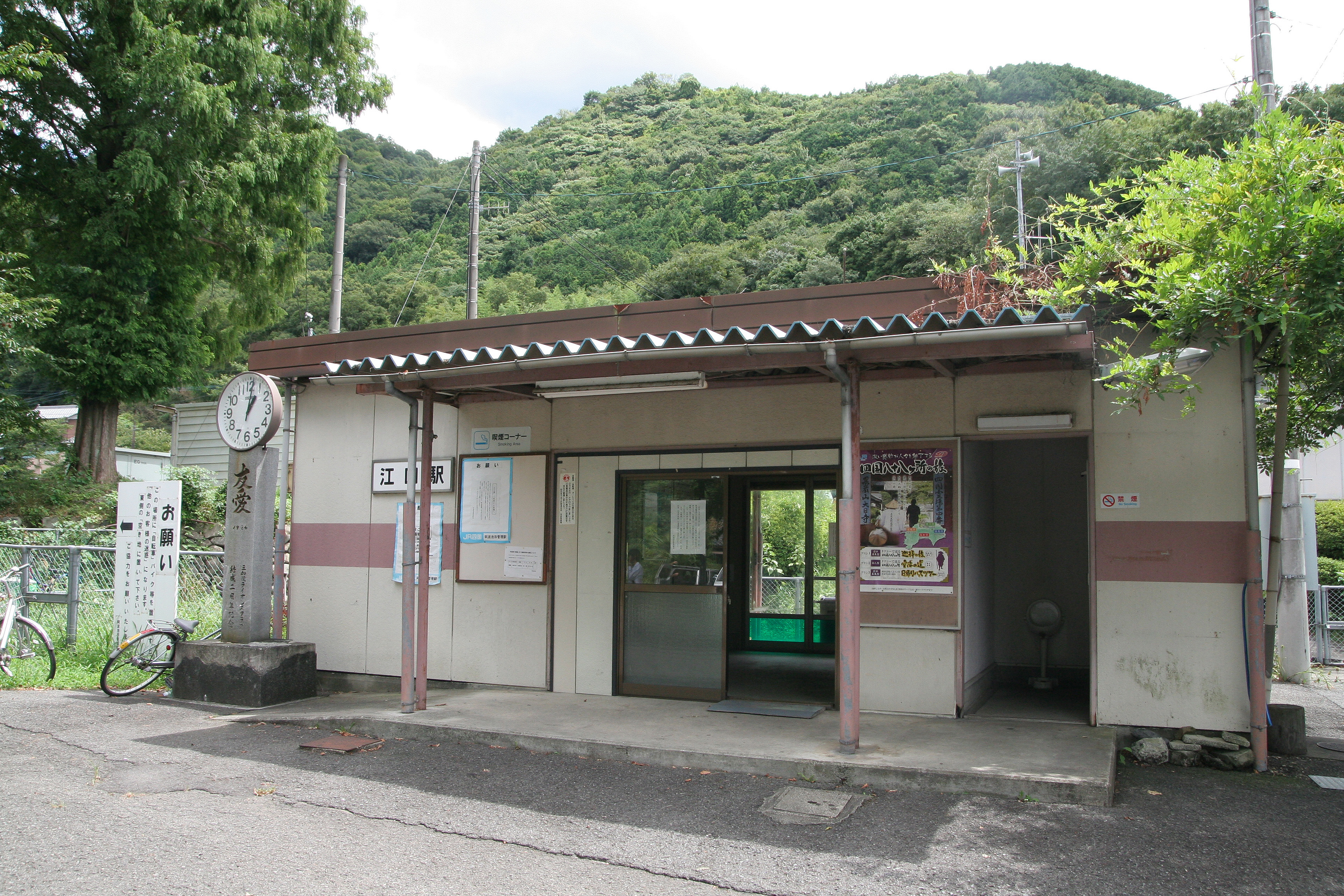
江口站

### 道路
高速道路
- 德島自動車道：（三好市） - 吉野川服務區（設有智慧交流道） - （美馬市）

## 觀光
- 美濃田之淵
- 加茂的大樟樹（樹齢超過1000年）
- 丹田古墳
- 長善寺

## 當地出身之名人
- 田岡一雄：第三代山口組組長
- 桂七福：落語家

## 外部連結
- （日語） 東三好町商工會 （页面存档备份，存于）
- （日語） 三好町、三加茂町合併協議會